# Daniel Rebner
Daniel Rebner (Madrid, España, 18 de agosto de 1977), productor y director de cine.

## Biografía
Daniel Rebner estudió dirección cinematográfica y realización de televisión en la escuela TAI de Madrid, participando en multitud de cortometrajes en diferentes departamentos. En 2002 rueda su primer trabajo como director y guionista, el cortometraje Recuerdos de mamá y en 2005 Coolness, una comedia protagonizada por Nacho López y Teresa Hurtado de Ory con la que consigue multitud de premios, entre otros, en el Festival de cine de Alicante, en el Festival Internacional de Benicassin o en el Certamen de Jóvenes Creadores de la Comunidad de Madrid. A este corto le siguieron en 2008 Las mofas mágicas y M16, este último codirigido con Alfonso Díaz Salvago.
Como productor ha realizado varios documentales al frente de la distribuidora y productora Suevia Films, de la que ha sido socio durante diez años. En 2009 funda Vinyl Producciones, con la que está desarrollando nuevos proyectos audiovisuales.

## Filmografía
Como director
- Jartitas de tó! (2010)
- M16 (2008)
- Las mofas mágicas (2008)
- Coolness (2005)
- Recuerdos de mamá (2002)

Como productor
- Crisis (2011)
- Escápate (2004)